# Medalja
Medalja ili medaljon (tal. medaglia, franc. médaille, lat. metallum), pločica kružnog oblika od metala (zlata, srebra, bronce, olova, legura) umjetnički proizvod počasnog, memorijalnog ili jubilarnog karaktera. Sliči novcu, ali ne služi novčanomu prometu. Spada u primijenjene umjetnosti: kiparstvo, sitnu plastiku, medaljarstvo. U širem značenju medalja je odlikovanje za vojne i građanske zasluge, nagrada za umjetnička, znanstvena i sportska postignuća. Na jednoj ili objema stranama medalje nalazi se reljefni prikaz (portretni lik, alegorijski ili povijesni motiv) redovito s natpisom.

## Tehnologija izrade
Prvo se izrađivala lijevanjem pomoću kalupa, od 16. stoljeća i kovanjem, a od 19. stoljeća i galvanoplastičnim postupkom. Danas se za  izradu  medalja  može  koristiti i trodimenzionalni ispis ( bilo za  izradu  kalupa za    lijev ili kovanje bilo za  direktni ispis u metalu) te lasersko  graviranje.

## Povijest
Prve medalje nastale su u doba kasnoga Rimskog carstva (4. – 5. stoljeće), izlijevale su se iz bronce, s likom cara ili mitološkim prizorom. Srednji vijek ih nema (osim nekoliko izuzetaka krajem 14. stoljeća). Medaljarstvo se naročito razvilo u doba renesanse u Italiji. Intenzivni razvoj medaljarstva datira od doba klasicizma početkom 19. stoljeća. Noviji medaljari se drže uglavnom tradicionalnih oblika, pri čemu teže za što oštrijom karakterizacijom portretiranog lika. U Hrvatskoj su medalje izrađivali Robert Frangeš Mihanović, Ivan Meštrović, Ivo Kerdić, Antun Augustinčić, Vanja Radauš, Želimir Janeš, Zdravko Brkić, Damir Mataušić i dr.
Slična medalji samo pravokutnog ili kvadratnog oblika je plaketa.

## Vanjske poveznice
- Medaljerstvo Hrvatska tehnička enciklopedija, portal hrvatske tehničke baštine. LZMK

- Suvremena  hrvatska medalja
- Medal Maker film,oko 1930.
- Laser based medal and  coin  production
- The New Medal,AMSA 1994.
- FIDEM ( Fédération Internationale de la Médaille d'Art ) službena  stranica